# Riccardo Riccò
Riccardo Riccò (Sassuolo, 1º settembre 1983) è un ex ciclista su strada italiano, squalificato a vita per doping.
Soprannominato "Il Cobra", professionista dal 2006 al 2011, si aggiudicò tre tappe al Giro d'Italia (una nel 2007 e due nel 2008), concludendo la Corsa Rosa 2008 al secondo posto.

## Carriera

### Gli esordi
Iniziò a correre nel 1997 con la squadra del suo paese di residenza, Formigine, la U.S. Formiginese, per poi militare, tra gli Juniores e le prime due stagioni tra i dilettanti Under-23, nella modenese Raimondi-Simec-Cicli Paletti. Campione italiano juniores di ciclocross nel 2001, venne convocato nella rosa degli azzurri per il campionato del mondo, ma venne fermato per ematocrito alto. Nel 2002 fu settimo al campionato nazionale Under-23, mentre nel 2003 vinse il Giro Ciclistico Pesca e Nettarina di Romagna Igp e una tappa del Giro d'Italia dilettanti. 
Nel 2004, passato alla toscana Grassi-Marco Pantani, divenne campione italiano in linea Under-23; nel 2005 vinse la seconda e la terza tappa della Settimana Ciclistica Lombarda, corsa di cui conquistò anche la classifica generale, oltre a una tappa del Giro della Toscana Under-23. Nel 2004 dovette intanto rinunciare nuovamente alla maglia azzurra della Nazionale per ematocrito alto, con una sospensione di 45 giorni; nel 2005 fu fermato due volte, con altri 90 giorni di stop (45+45) per lo stesso motivo.

### 2006-2007: i primi due anni da professionista
Passò professionista nel 2006 con la formazione gestita da Mauro Gianetti, la Saunier Duval, iscritta all'UCI ProTour. In quella stagione vinse l'ultima tappa della Settimana Internazionale di Coppi e Bartali e la Japan Cup. L'UCI, prima del passaggio tra i professionisti, gli aveva intanto rilasciato un certificato che attestava valori ematici naturali anche al 51%.

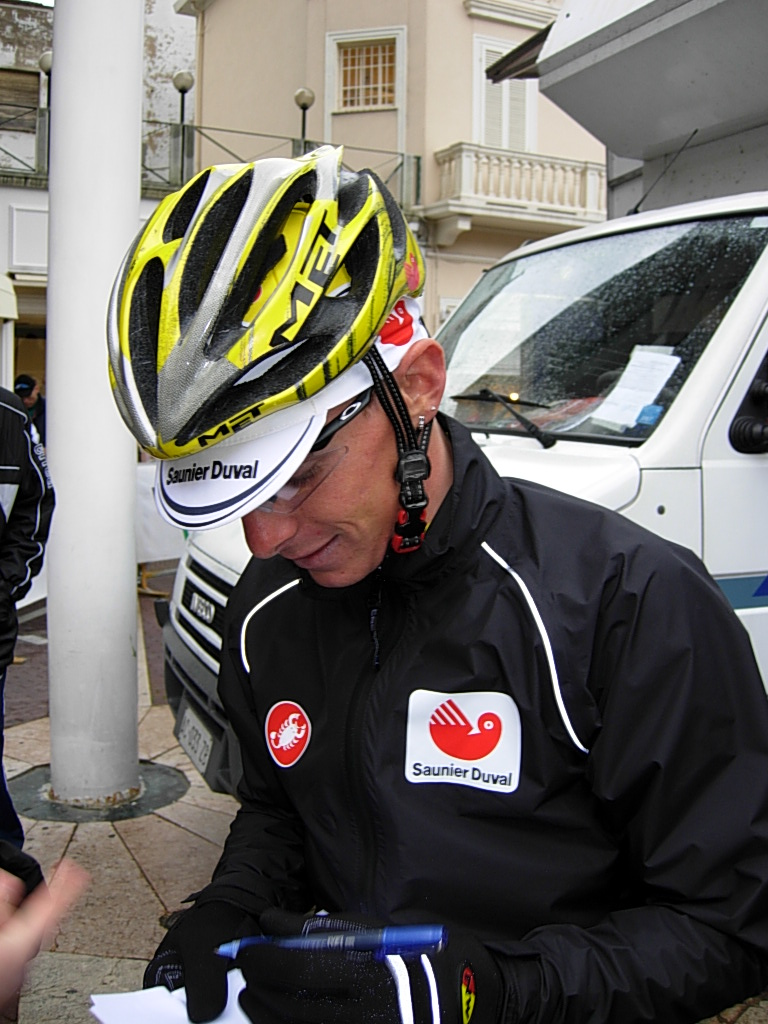
Riccò a Riccione durante la Settimana Internazionale di Coppi e Bartali 2007

Nel 2007 esordì vincendo subito una tappa al Tour de San Luis, breve corsa a tappe svoltasi in Argentina nel mese di gennaio, e vinse anche la terza e la quarta tappa della Tirreno-Adriatico. Alla Milano-Sanremo si mise quindi in luce con uno scatto sul Poggio, ma venne poi ripreso all'ultimo chilometro dal gruppo, concludendo trentottesimo all'arrivo; sempre in marzo partecipò alla Settimana Internazionale di Coppi e Bartali, aggiudicandosi l'ultima tappa con arrivo a Sassuolo. Successivamente si fece notare in campo internazionale arrivando quinto alla Freccia Vallone. Durante la stagione partecipò anche al Giro d'Italia come gregario di Gilberto Simoni: in quell'edizione vinse la frazione con finale alle Tre Cime di Lavaredo, dopo essersi reso protagonista di una fuga durata 99 chilometri insieme al compagno di squadra Leonardo Piepoli. Chiuse al sesto posto nella classifica generale, a 7'00" dal vincitore Danilo Di Luca e al secondo posto della classifica riservata ai giovani, a 5'05" dalla maglia bianca Andy Schleck. Concluse la stagione con il secondo posto al Giro di Lombardia, battuto in una volata a due da Damiano Cunego.

### 2008: il podio al Giro, la positività al Tour e la squalifica
Al Giro d'Italia 2008 Riccò vinse in volata la seconda tappa Cefalù-Agrigento, su un arrivo posto su uno strappo in salita, davanti a Di Luca e Davide Rebellin. Si impose poi anche nell'ottava frazione Rivisondoli-Tivoli, precedendo Paolo Bettini e lo stesso Rebellin; nella diciannovesima, la Legnano-Monte Pora, fece infine il vuoto sull'ultima salita e guadagnò 37" sulla maglia rosa Alberto Contador, arrivando a soli 4" dal primato in classifica. Nella cronometro finale di Milano perse 1'53" dallo spagnolo, vincitore del Giro, ma riuscì comunque a conservare il secondo posto nella classifica generale, e conquistò la maglia bianca di miglior giovane.

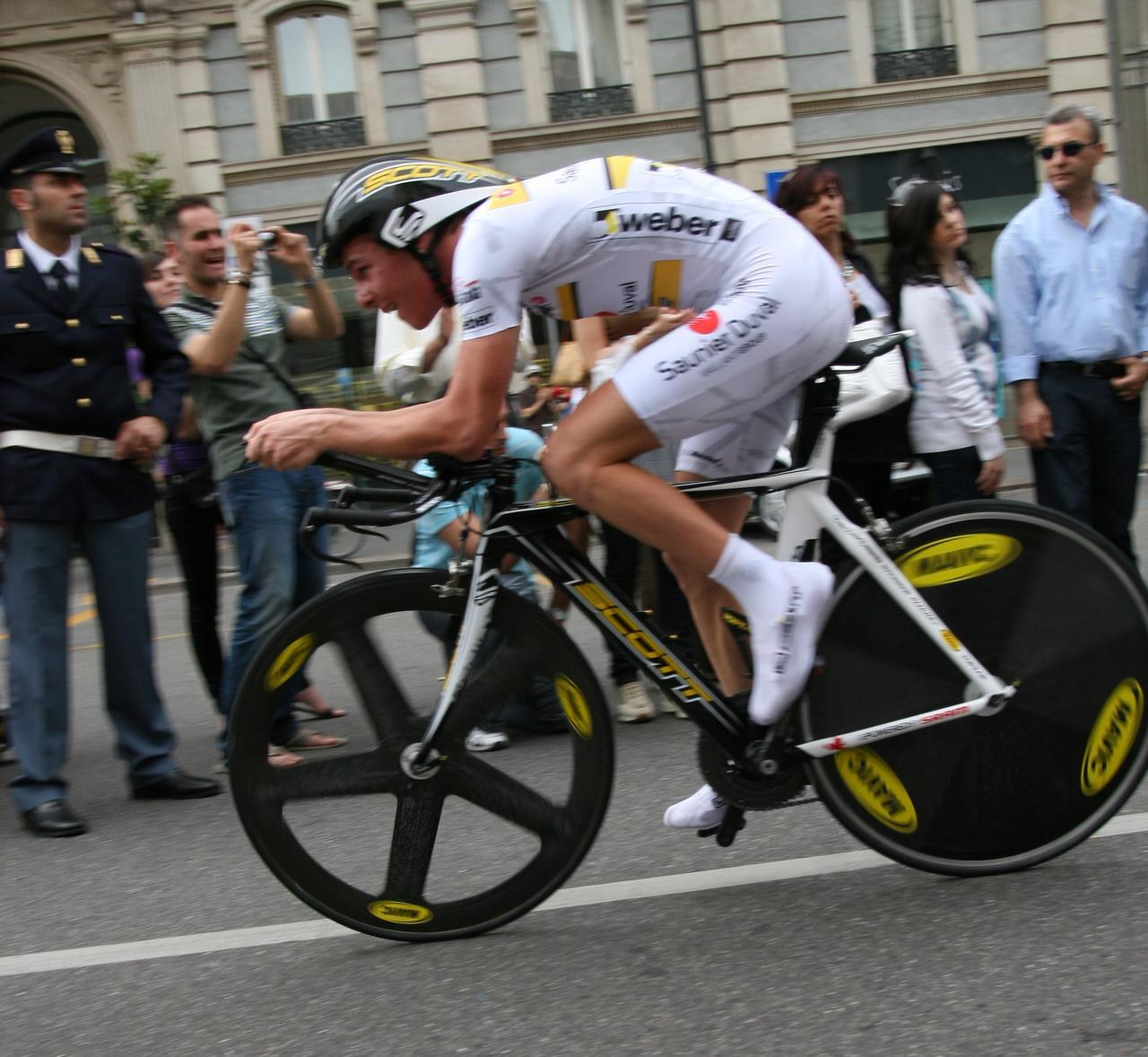
Riccò in maglia bianca a Milano, impegnato nella cronometro conclusiva del Giro d'Italia 2008

Partecipò poi al Tour de France, nel quale colse due successi di tappa: nella sesta frazione Aigurande-Super-Besse, con arrivo in salita, batté in volata Alejandro Valverde e Cadel Evans, mentre nella nona, la Tolosa-Bagnères-de-Bigorre, con uno scatto sull'ultima asperità, il Col d'Aspin, staccò tutti e giunse solitario al traguardo guadagnando 1'17" sul gruppo maglia gialla. Nella tappa successiva, la seconda consecutiva pirenaica, vinta dal compagno di squadra Piepoli, giunse sesto sul traguardo, regolando allo sprint il gruppetto del nuovo capoclassifica Evans, e facendo un balzo di ben ventuno posizioni nella classifica generale, sino al nono posto, conquistando anche le leadership nella classifica giovani e in quella degli scalatori. Il suo Tour si interruppe il 17 luglio, al ritrovo di partenza della dodicesima tappa, la Lavelanet-Narbonne: la gendarmeria francese gli notificò infatti una positività al CERA (EPO di terza generazione), rintracciata nelle sue urine al termine della cronometro di Cholet, costringendolo a lasciare la corsa. Anche a causa di questo scandalo la sua squadra, la Saunier Duval, decise di ritirare dalla Grande Boucle tutti i suoi corridori, mentre il giorno successivo il general manager Gianetti, attraverso un comunicato stampa, licenziò sia Riccò che il compagno di squadra e di stanza Piepoli, ribadendo l'assoluta estraneità della squadra a qualsiasi tipo di pratica dopante. Il CERA non figurava ancora nell'elenco delle sostanze dopanti di molte federazioni (tra cui l'UCI), ma era inclusa tra le sostanze proibite proprio del Tour de France.
Il 30 luglio, nel corso della prima udienza davanti alla procura antidoping italiana, Riccò confessò di aver assunto il CERA: nella conferenza stampa successiva alla confessione dichiarò di aver commesso un errore personale e di aver agito da solo. Il 31 luglio il Tribunale Nazionale Antidoping lo sospese con effetto immediato, in attesa del deferimento e della successiva sentenza che, il 2 ottobre, lo avrebbe squalificato per due anni (uno e mezzo per assunzione di sostanza dopante, ed altri sei mesi per la frequentazione del medico Carlo Santuccione, già radiato dal CONI per questioni di doping). Successivamente l'UCI riconobbe la collaborazione alle indagini da parte del corridore modenese, ripristinando quindi la squalifica di 20 mesi (invece che 24), come da decisione del TAS. La squalifica è scaduta il 18 marzo 2010.

### 2010-2011: il ritorno alle corse e la sospensione
Il 26 giugno 2009 Riccò firmò intanto un contratto con la squadra Professional Continental Ceramica Flaminia. Rientrò alle corse il 23 marzo 2010, alla Settimana Internazionale di Coppi e Bartali, e tornò alla vittoria il 3 aprile seguente, alla Settimana Ciclistica Lombarda, aggiudicandosi la terza tappa, successo bissato anche nella quinta frazione. Successivamente fece sua anche la seconda tappa del Giro del Trentino, che chiuse con lo stesso tempo del vincitore Aleksandr Vinokurov, ma al secondo posto per soli 12 centesimi.
A inizio luglio partecipò all'Österreich-Rundfahrt, durante il quale vinse la seconda e la quarta tappa, guidando la classifica generale. Durante la penultima frazione, una cronometro individuale di 26,3 km, si scontrò con una moto della televisione che, sorpassatolo, gli si era fermata davanti per fare delle riprese: l'impatto gli costò la frattura del setto nasale e sedici punti di sutura sul ginocchio sinistro. Ciò nonostante, giunse fino al traguardo, mantenendo la leadership nella generale: il giorno successivo, nell'ultima tappa, riprese il via, difendendo il primato e aggiudicandosi la vittoria finale della corsa austriaca. Il 13 agosto annunciò tramite il suo sito ufficiale di aver rescisso il contratto in essere con la Ceramica Flaminia. Dopo essere stato vicino ai belgi della Quick Step, firmò per l'olandese Vacansoleil e tornò in gara il 4 settembre al Giro di Romagna: la prima, e unica, vittoria con la nuova squadra arrivò il 7 ottobre seguente, nella Coppa Sabatini a Peccioli.

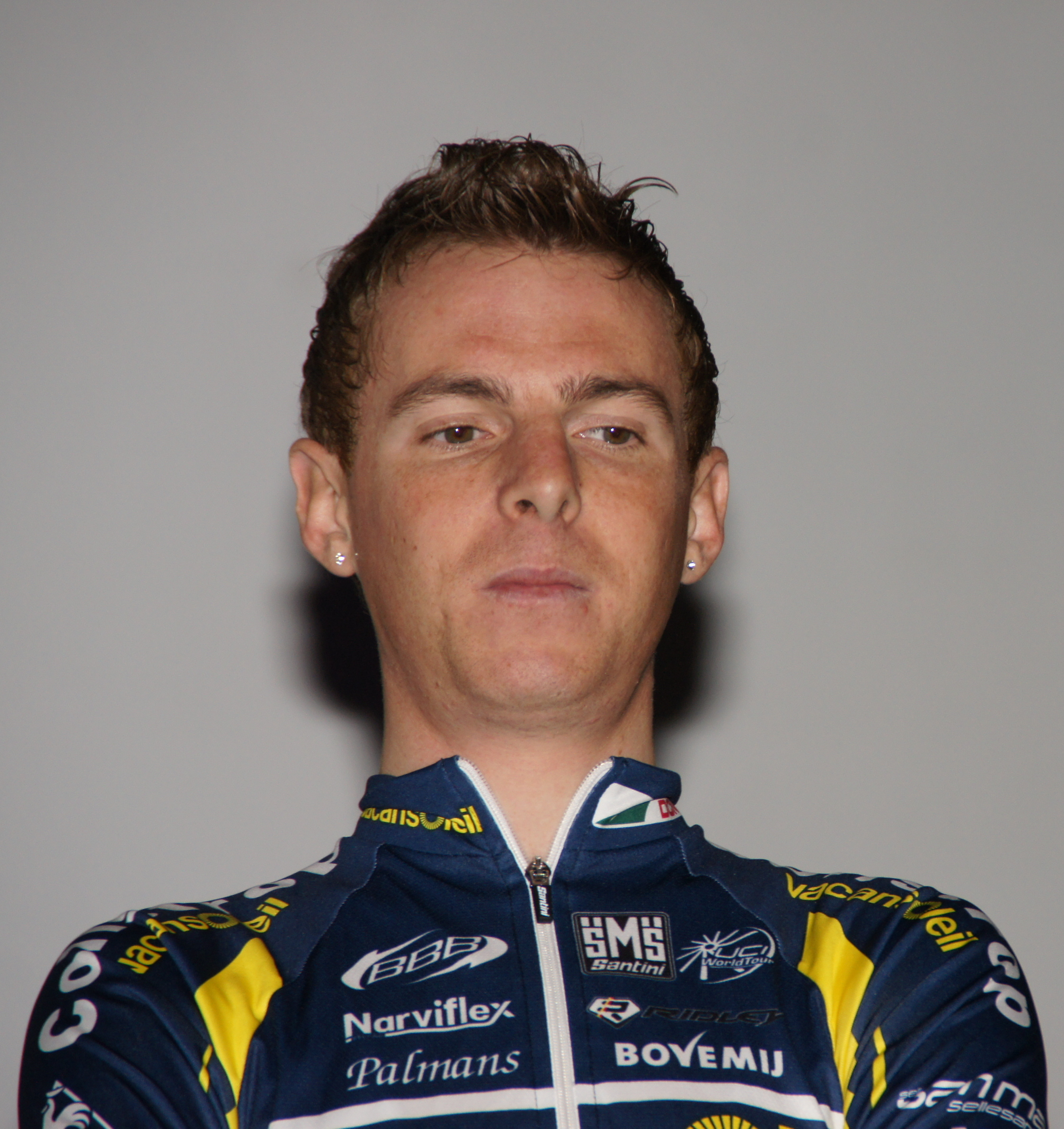
Riccò nel 2011 con la divisa della Vacansoleil

Il 6 febbraio 2011 Riccò venne ricoverato in ospedale dopo aver accusato, al termine di un allenamento, un malore che risulterà causato da un blocco renale. Successivamente il medico rese nota una confessione dell'atleta, reo di aver effettuato una autotrasfusione di sangue che conservava in frigo da diversi giorni, pratica compatibile con i problemi fisici avuti ma tuttavia poi negata dallo stesso atleta. CONI e Procura di Modena aprirono due indagini per violazione delle norme antidoping e Riccò venne prima sospeso, e poi licenziato dalla Vacansoleil, che il 23 febbraio allontanò anche il massaggiatore personale dell'atleta. Sulla vicenda si espressero con toni fortemente negativi molte personalità del mondo del ciclismo, tra le quali il presidente della FCI Renato di Rocco e il commissario tecnico della Nazionale di ciclismo Bettini, assieme a Moser, Squinzi, Bugno e diversi altri corridori.
Il 12 marzo Riccò annunciò di volersi ritirare dall'attività agonistica; tuttavia poco tempo dopo rivelò di voler tornare in attività, accusando peraltro il medico che rilasciò la dichiarazione circa l'emotrasfusione di dire il falso, affermando di non ricordare nulla della circostanza. Il 1º giugno successivo, dopo essere stato in procinto di accasarsi alla Amore & Vita di Ivano Fanini, firmò un contratto con la Meridiana Kamen, squadra croata con licenza Continental ma con sede in Italia. L'8 giugno venne però nuovamente sospeso sul territorio italiano, questa volta dalla Commissione Tutela della Salute della Federazione Ciclistica Italiana, per tutelare la salute del corridore. Due giorni dopo anche il Tribunale Nazionale del CONI sospese il corridore a livello internazionale. Il 22 novembre Riccò venne condannato da un tribunale francese, in appello, a due mesi di carcere con la condizionale e al pagamento di un'ammenda di 3.000 euro, per l'assunzione del CERA al Tour de France 2008.

### 2012-2020: la squalifica fino al 2024, e poi a vita
Il 19 aprile 2012 il Tribunale Nazionale Antidoping inflisse a Riccò una squalifica di 12 anni, accogliendo in toto la richiesta pervenuta dalla Procura antidoping del CONI che lo aveva accusato di autoemotrasfusione: tale condanna sancì in pratica la fine dell'attività agonistica di Riccardo Riccò, giacché al termine della squalifica, nel 2024, il corridore avrebbe avuto 40 anni. Frattanto, nel 2014 pubblicò Funerale in giallo, scritto con Salvatore Lombardo, dove ripercorre le tappe della propria carriera dando la sua personale visione sul mondo del ciclismo, cui fece seguito nel 2018 Cuore di cobra, con Dario Ricci: qui «racconto il ciclismo, sperando che la verità, che non può cambiare ciò che è stato, possa almeno contribuire a cambiare ciò che sarà». Nell'estate 2020 in un'intervista parlò della sua nuova vita come gelataio; il 14 dicembre dello stesso anno il Tribunale Nazionale Antidoping lo squalificò a vita: Riccò aveva comunque abbandonato l'idea di tornare a correre.

## Palmarès
- 2002 (Dilettanti Elite/Under-23)

Giro del Montalbano
- 2003 (Dilettanti Elite/Under-23)

Classifica generale Giro Ciclistico Pesca e Nettarina di Romagna Igp
Coppa della Pace
2ª tappa Giro Baby (Azzano Decimo > Col San Martino)
- 2004 (Dilettanti Elite/Under-23)

Coppa Cicogna
Campionati italiani, Prova in linea Under-23
Trofeo Martiri dell'Oreno
Firenze-Viareggio
Milano-Rapallo
- 2005 (Dilettanti Elite/Under-23)

Coppa Fiera di Mercatale
Bologna-Passo della Raticosa
Gran Premio di Montanino
2ª tappa Settimana Ciclistica Lombarda (Casazza > Colle Gallo, cronometro)
3ª tappa Settimana Ciclistica Lombarda (Roncadelle > Roncadelle)
Classifica generale Settimana Ciclistica Lombarda
Gran Premio Città di Empoli
Coppa Sante Morosi
Coppa 29 Martiri di Figline di Prato
4ª tappa Giro della Toscana Under-23 (Malva > Saltino di Vallombrosa)
- 2006 (Saunier Duval-Prodir, due vittorie)

5ª tappa Settimana Internazionale di Coppi e Bartali (Castellarano > Sassuolo)
Japan Cup
- 2007 (Saunier Duval-Prodir, cinque vittorie)

4ª tappa Tour de San Luis (La Toma > Merlo)
3ª tappa Tirreno-Adriatico (Marsciano > Macerata)
4ª tappa Tirreno-Adriatico (Pievebovigliana > Offagna)
5ª tappa Settimana Internazionale di Coppi e Bartali (Casalgrande > Sassuolo)
15ª tappa Giro d'Italia (Trento > Tre Cime di Lavaredo)
- 2008 (Saunier Duval-Scott, due vittorie)

2ª tappa Giro d'Italia (Cefalù > Agrigento)
8ª tappa Giro d'Italia (Rivisondoli > Tivoli)
6ª tappa Tour de France (Aigurande > Super-Besse)
9ª tappa Tour de France (Tolosa > Bagnères-de-Bigorre)
- 2010 (Ceramica Flaminia, sei vittorie; Vacansoleil Pro Cycling Team, una vittoria)

3ª tappa Settimana Ciclistica Lombarda (Lumezzane > Lumezzane)
5ª tappa Settimana Ciclistica Lombarda (Montello > Bergamo)
2ª tappa Giro del Trentino (Dro > San Martino di Castrozza)
2ª tappa Österreich-Rundfahrt (Landeck > Kitzbüheler Horn)
4ª tappa Österreich-Rundfahrt (Lienz > Großglockner)
Classifica generale Österreich-Rundfahrt
Coppa Sabatini

### Altri successi
- 2005 (Dilettanti Elite/Under-23)

Classifica giovani Settimana Ciclistica Lombarda
Classifica a punti Settimana Ciclistica Lombarda
- 2006 (Saunier Duval-Prodir)

Classifica a punti Settimana Internazionale di Coppi e Bartali
- 2007 (Saunier Duval-Prodir)

Classifica a punti Tirreno-Adriatico
- 2008 (Saunier Duval-Scott)

Classifica giovani Giro d'Italia
- 2010 (Ceramica Flaminia)

Classifica a punti Settimana Ciclistica Lombarda

## Piazzamenti

### Grandi Giri
- Giro d'Italia

2007: 6º
2008: 2º
- Tour de France

2006: 96º
2008: squalificato

### Classiche monumento
- Milano-Sanremo

2007: 38º
- Liegi-Bastogne-Liegi

2007: 17º
2008: 20º
- Giro di Lombardia

2006: 50º
2007: 2º